# 米济
米济（法語：Muzy，法語發音：[myzi]）是法国厄尔省的一个市镇，位于该省东南部，属于埃夫勒区。

## 地理
米济（48°46'38"N, 1°19'59"E）面积9.18 平方千米，位于法国诺曼底大区厄尔省，该省份为法国北部内陆省份，北起滨海塞纳省，西接奧恩省和卡爾瓦多斯省，南至厄尔-卢瓦省，东临瓦兹省、瓦兹河谷省和伊夫林省。
与米济接壤的市镇（或旧市镇、城区）包括：盧伊、梅尼勒叙莱斯特雷、德鲁艾地区韦尔、德勒。

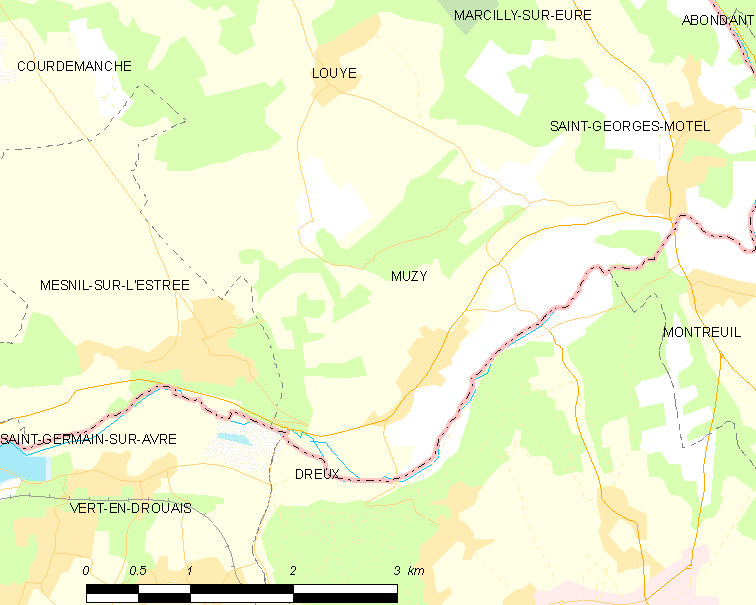
米济的OSM定位图

米济的时区为UTC+01:00、UTC+02:00（夏令时）。

## 行政
米济的邮政编码为27650，INSEE市镇编码为27423。

## 政治
米济所属的省级选区为圣安德烈德勒尔县。

## 人口

1962-2008年间米济人口变化图示

米济于2022年1月1日时的人口数量为780人。